# Mark Jansen
Mark Jansen (* 15. prosince 1978, Reuver, Nizozemsko) je zakladatel, skladatel a kytarista nizozemské hudební skupiny Epica, se kterou vystupuje od roku 2003. Je také zakladatelem hudební skupiny After Forever, která se rozpadla v roce 2009.

## Hudební kariéra

### After Forever
Hudební skupinu After Forever Jansen založil spolu s Sanderem Gommansem v roce 1995. V kapele hrál na kytaru, zpíval a zároveň skládal většinu textů a hudby. V roce 2002 After Forever opustil a založil novou hudební skupinu. Nijak nesouvisí s pozdější zpěvačkou této kapely Floor Jansen, jejich jména jsou pouze shodou.

### Epica
Po svém odchodu z After Forever v roce 2002 založil symfonic metalovou skupinu Sahara Dust, kterou následně přejmenoval na Epica. Zpěvačkou kapely se stala tehdy osmnáctiletá Jansenova přítelkyně Simone Simons. Přestože jejich vztah později skončil, v kapele oba zůstali.

### MaYaN
V roce 2010 založil Jansen další skupinu jménem MaYaN. Na rozdíl od Epicy a After Forever, v této skupině Jansen nehraje na kytaru, ale pouze zpívá.